# Championnat de Belgique de football de deuxième division 2013-2014
Navigation
saison précédente saison suivante
Le Championnat de Belgique de football D2 2013-2014, ou Belgacom League est la 97e édition du championnat du 2e niveau du football belge.
La compétition se dispute en une seule série de 18 clubs qui se rencontrent en matches aller/retour (34 journées). Le champion est assuré de monter directement en Jupiler Pro League (sous réserve de l'acception de sa demande de licence pour la cette division).
Ce championnat est virtuellement partagé en 3 tranches (10 + 12 + 12 matches) donnant chacune lieu à un classement distinct. Les trois vainqueurs de tranche sont qualifiés pour un tour final en compagnie d'un barragiste de Division 1. Le vainqueur de ce tournoi final monte/reste en D1. Dans le cas où le champion remporte une ou plusieurs tranches (ou qu'un même club remporte plus d'une tranche), la qualification au tour final revient au 2e du classement général et ainsi de suite.
Avant l’entame de la compétition, le 2 août 2013, une incertitude plane quant au cas du K. SV Oudenaerde. À la fin de la saison précédente, le « matricule 81 » conteste le fait que trois points qui lui sont attribués pour une victoire par forfait lui soient ensuite retirés. Refusant son statut de « barragiste », il ne participe pas au Tour final de D3. Finalement le club renonce à d'autres procédure et évolue au 3e niveau, où il ne demande pas de licence pour le football rémunéré.
Peu après la fin de cette saison, la sanction administrative tombe sur le RWDM Brussels FC renvoyé en Division 3 faute de licence.
Au terme de la compétition, Westerlo et Mouscron-Péruwelz rejoignent la Jupiler Pro League. Ces deux clubs étaient arrivés en D2 en 2012. LE premier descendait de D1, l'autre montait de D3.

## Changements d'appellation
Les deux cercles bruxellois engagés dans cette Division 2 changent leur dénomination officielle.
- Le FC Molenbeek Brussels Strombeek (« matricule 1936 ») devient le RWDM Brussels FC[1].
- Le Royal White Star Woluwe FC (« matricule 5570 ») prend la dénomination de Royal White Star Bruxelles[2].

## Boussu Dour: difficultés, matricule vendu, retour en Promotion
Aux alentours de la 5e journée de ce championnat (soit dès le début du mois de septembre 2013), une rumeur prend corps: le Royal Boussu Dour Borinage est plongé dans de sérieux soucis financiers. La direction si elle est pessimiste quant aux possibilités de poursuivre à moyen terme, n'est pas encore totalement défaitiste concernant le sauvetage du club porteur du « matricule 167 ». La somme de 300.000 euro est citée afin de sauver le cercle de la faillite.
Dans un premier temps des échos prétendent qu'un appel aurait été lancé au Diable Rouge Marouane Fellaini qui porta le maillot des Verts durant une saison. Aucune confirmation ne crédibilise cette information pas plus que l'offre qui aurait été faite à l'acteur Gérard Depardieu, devenu resident d'un village belge proche, quelques mois plus tôt.
Deux pistes sérieuses sont annoncées pour une éventuelle reprise du club borinage. L'une serait constituée par un déménagement vers Seraing ! Le club du R. FC Sérésien, qui milite en 1re provinciale liégeoise (5e niveau), échangerait son « matricule 23 » afin de retrouver la Division 2. Cette « piste » serait soutenue par le club français du FC Metz et de Dominique D'Onofrio, ancien coach du Standard et frère de Luciano, l'ex-patron des Rouches. L'autre possibilité avancée par les médias verrait un retour aux affaires de Jean Zarzecki, l'homme d'affaires belgo-polonais qui fut déjà président du matricule 167 et artisan de la fusion créant le « Royal Francs Borains » (1981-2001) et qui présida le R. FC Tournai l'espace d'un mois en août 2011. Les supporters du RBDB sont, au départ, favorables à cette deuxième hypothèse qui ne prévoit pas de déménagement vers la banlieue liégeoise.
Mais durant le printemps, faute d'autres solutions et après l'échec d'une recherche d'investisseurs locaux, c'est pourtant bien la « piste liégeoise » qui se confirme vers la fin du mois de mars 2014. Le matricule 167 est vendu des promoteurs proche du R. FC Sérésien jusqu'alors matricule 23.
Les 14 et 15 mai 2014, les sympahisants locaux confirment la reprise et le déménagement du matricule 5192 du Royal Charleroi-Fleurus vers Boussu-Bois. Ce cercle étant descendant de Division 3 vers la Promotion, C'est à ce niveau que club qui reprend le nom historique de Royal Francs Borains évolue en 2014-2015,

## RWDM Brussels FC, renvoyé en D3
Devenus traditionnels, les refus de licence animent encore la fin cette saison. Plusieurs clubs ne reçoivent pas le précieux sésame en première instance et doivent se pourvoir en appel. Deux cercles, l'Antwerp FC et le RWDM Brussels sont contraints d'entamer une procédure devant la CBAS.
Le 2 mai 2014, les verdicts définitifs tombent. Si le vieux club anversois obtient gain de cause (un accord est intervenu concernant un litige financier avec son ancien homme fort Eddy Wauters), ce n'est pas le cas du club bruxellois. Alors que son président Johan Vermeersch demandait un ultime délai pour finaliser des accords avec des investisseurs, la CBAS se prononce défavorablement. Auteur d'une honorable saison sportive, le « matricule 1936 » est contraint de descendre en D3. Conséquences directes de cette décision, le K. SK Heist évite les barrages et se maintient (c'est la 2e saison de suite que ce club est bénéficiaire des décisions administratives infligées à d'autres) alors qu'Hoogstraten n'est pas relégué direct et obtient le droit au repêchage.
Le lundi 5 mai 2014, c'est l'AFC Tubize, également « en souffrance » de licence, qui obtient gain de cause devant la CBAS et peut continuer ses activités dans l'antichambre de l'élite.

## Clubs présents pour la saison 2013-2014
| #  | Nom                                          | Mat. | Ville          | Stades              | En D2 depuis    | Total en D2 | S. précédente      |
| -- | -------------------------------------------- | ---- | -------------- | ------------------- | --------------- | ----------- | ------------------ |
| 1  | Royal Antwerp Football Club                  | 1    | Deurne         | Bosuil              | 2004-2005 (10e) | 14 saisons  | 10e                |
| 2  | K. Sportclub Eendracht Aalst                 | 90   | Alost          | Pierre Cornelis     | 2011-2012 (3e)  | 34 saisons  | 13e                |
| 3  | Koninklijke Sportvereniging Roeselare        | 134  | Roulers        | Schiervelde         | 2010-2011 (4e)  | 16 saisons  | 11e                |
| 4  | Royal Boussu Dour Borinage                   | 167  | Boussu         | Robert Urbain       | 2009-2010 (5e)  | 5 saisons   | 5e                 |
| 5  | Royal Mouscron-Péruwelz                      | 216  | Mouscron       | Le Canonnier        | 2012-2013 (2e)  | 2 saisons   | 2e                 |
| 6  | Royal Cercle Sportif Visé                    | 369  | Visé           | de la Cité de l'Oie | 2010-2011 (4e)  | 10 saisons  | 15e                |
| 7  | Koninklijke Sint-Truidense Voetbalvereniging | 373  | Saint-Trond    | Stayen              | 2012-2013 (2e)  | 28 saisons  | 4e                 |
| 8  | Koninklijke Football Club Dessel Sport       | 606  | Dessel         | Armand Melis        | 2012-2013 (2e)  | 12 saisons  | 12e                |
| 9  | RWDM Brussels FC                             | 1936 | Molenbeek      | Edmond Machtens     | 2008-2009 (6e)  | 10 saisons  | 14e                |
| 10 | Koninklijke Voetbalclub Westerlo             | 2024 | Westerlo       | Het Kuipje          | 2012-2013 (2e)  | 6 saisons   | 3e                 |
| 11 | Koninklijke Lommel United                    | 2554 | Lommel         | Soeverein           | 2005-2006 (9e)  | 15 saisons  | 6e                 |
| 12 | Koninklijke Sportkring Heist                 | 2948 | Heist o/d Berg | ??                  | 2010-2011 (4e)  | 4 saisons   | 16e                |
| 13 | K. Allgemeine Sportvereinigung Eupen         | 4276 | Eupen          | du Kehrweg          | 2011-2012 (3e)  | 17 saisons  | 8e                 |
| 14 | Association Football Club Tubize             | 5632 | Tubize         | Edmond Leburton     | 2009-2010 (5e)  | 10 saisons  | 9e                 |
| 15 | Royal White Star Bruxelles                   | 5750 | Woluwe-St-L.   | Fallon              | 2011-2012 (3e)  | 3 saisons   | 7e                 |
| 16 | Royal Excelsior Virton                       | 200  | Virton         | Yvan Georges        | 2013-2014 (1re) | 9 saisons   | 1er Div. 3 série B |
| 17 | AS Verbroedering Geel                        | 2169 | Geel           | Leunen              | 2013-2014 (1re) | 1 saison    | 3e Div. 3 série A  |
| 18 | Koninklijke Hoogstraten Voetbalvereniging    | 2366 | Hoogstraten    | Seminarie           | 2013-2014 (1re) | 1 saison    | 1er Div. 3 série A |

### Localisation des clubs participants
| \| Antwerp Hoogstraten Dessel Sport Geel Westerlo Heist E. Aalst Roeselare Brussels White · Star Tubize Lommel Mouscron-Pér. RBDB Visé AS Eupen St-Truiden Virton \| Localisation des clubs engagés en Division 2 2013-2014 |
| Antwerp Hoogstraten Dessel Sport Geel Westerlo Heist E. Aalst Roeselare Brussels White · Star Tubize Lommel Mouscron-Pér. RBDB Visé AS Eupen St-Truiden Virton                                                              |

### Entraîneurs pour la saison 2013-2014
| Mat  | Club                    | Entraîneurs                                  |
| ---- | ----------------------- | -------------------------------------------- |
| 1    | R. Antwerp FC           | Jerrel Hasselbaink                           |
| 90   | K. SC Eendracht Aalst   | Chris Janssens                               |
| 134  | K. SV Roeselare         | Sergiy Serebrennikov                         |
| 167  | R. Boussu Dour Borinage | Arnaud Mercier                               |
| 167  | R. Excelsior Virton     | Frank Defays                                 |
| 216  | R. Mouscron-Péruwelz    | Arnaud Dos Santos 19/12/2013 Rachid Chihab   |
| 369  | R. CS Visé              | Philippe Medery                              |
| 373  | K. Sint-Truidense VV    | Yannick Ferrera                              |
| 606  | K. FC Dessel Sport      | Stijn Vreven                                 |
| 1936 | RWDM Brussels FC        | Didier Beugnies 30/01/2014 Jean-Guy Wallemme |
| 2024 | K. VC Westerlo          | Dennis Van Wijk                              |
| 2169 | AS Verbroedering Geel   | Eric Franken                                 |
| 2366 | K. Hoogstraten VV       | Regi Van Acker 19/03/2014 Ken Bastin (T2)    |
| 2554 | K. Lommel United        | Philip Haagdoren                             |
| 2948 | K. SK Heist             | Cis Bosschaerts                              |
| 4276 | K. AS Eupen             | Bartolomé Márquez López                      |
| 5750 | R. White Star Bruxelles | Karim « Krimau » Ba 21/09/2013 Lionel Bah    |
| 5632 | AFC Tubize              | Dante Brogno                                 |

## Résultats & Classement final
Légendes et abréviations
- Champion et promu en Jupiler League la saison suivante
- Barrages de promotion
- Barrages de maintien
- Relégation en D3

 : Promu en 2011-12 en provenance de D3

T1, T2, T3 : Vainqueurs de périodes 2013-2014
- NOTE: Les 10 premières journées composent le classement de la "première tranche". Pour rappel les 3 vainqueurs de tranche sont assurés de participer au tour final (sous réserve de l'acception de leur demande de licence pour la Jupiler League)
- Champion d'automne: K. AS Eupen

| Rang | Équipe                  | Pts | J  | G  | N  | P  | Bp | Bc | Diff |
| ---- | ----------------------- | --- | -- | -- | -- | -- | -- | -- | ---- |
| 1    | K. VC WESTERLO (T2/T3)  | 78  | 34 | 24 | 6  | 4  | 67 | 23 | +44  |
| 2    | K. AS Eupen (T1)        | 74  | 34 | 22 | 8  | 4  | 75 | 27 | +48  |
| 3    | K. St-Truidense VV      | 67  | 34 | 20 | 7  | 7  | 51 | 31 | +20  |
| 4    | R. Mouscron-Peruwelz    | 66  | 34 | 20 | 6  | 8  | 53 | 27 | +26  |
| 5    | K. Lommel United        | 59  | 34 | 16 | 11 | 7  | 56 | 34 | +22  |
| 6    | AFC Tubize              | 54  | 34 | 15 | 9  | 10 | 59 | 45 | +14  |
| 7    | R. Antwerp FC           | 49  | 34 | 13 | 10 | 11 | 47 | 35 | +12  |
| 8    | RWDM Brussels FC        | 45  | 34 | 12 | 9  | 13 | 38 | 41 | -3   |
| 9    | R. Boussu Dour Borinage | 45  | 34 | 12 | 9  | 13 | 45 | 51 | -6   |
| 10   | AS Verbroedering Geel   | 43  | 34 | 11 | 10 | 13 | 45 | 49 | -4   |
| 11   | K. SC Eendracht Aalst   | 42  | 34 | 11 | 9  | 14 | 37 | 49 | -12  |
| 12   | R. White Star Bruxelles | 40  | 34 | 10 | 10 | 14 | 37 | 38 | -1   |
| 13   | R. Excelsior Virton     | 38  | 34 | 10 | 8  | 16 | 47 | 48 | -1   |
| 14   | K. FC Dessel Sport      | 35  | 34 | 10 | 5  | 19 | 37 | 60 | -23  |
| 15   | K. SV Roeselare         | 35  | 34 | 8  | 11 | 15 | 41 | 62 | -21  |
| 16   | K. SK Heist             | 31  | 34 | 7  | 10 | 17 | 38 | 74 | -36  |
| 17   | Hoogstraten VV          | 28  | 34 | 7  | 7  | 20 | 33 | 61 | -28  |
| 18   | R. CS Visé              | 13  | 34 | 2  | 7  | 25 | 26 | 77 | -51  |

Le classement ci-dessus attribue une victoire par forfait à St-Trond en déplacement à l'Antwerp (match arrêté le 01/03/2014).

### Dénouement passionnant
À quatre journées de la fin de la phase classique du championnat, Westerlo, Eupen, Saint-Trond et Mouscron-Peruwelz peuvent encore prétendre décrocher le titre. Ils sont répartis sur 5 points. Lors de chacune des quatre dernières journées, une rencontre « au sommet » est prévue, alors que chacun des quatre prétendants au titre doit affronter deux concurrents directs. Dans le tableau ci-dessous les « sommets » sont mentionnés en lettres grasses. (H) signifie « à domicile » et (A) signifie « en déplacement ». Entre parenthèses le score selon la logique « visités-visiteurs ».
| Club                          | 5-6/04                         | 12-13/04                 | 20/04                       | 27/04                         |
| ----------------------------- | ------------------------------ | ------------------------ | --------------------------- | ----------------------------- |
| K. VC Westerlo (66 pts)       | (A) K. SK Heist (0-3)          | (H) ASV Geel (4-1)       | (A) Mouscron-Péruwelz (0-1) | (H) K. AS Eupen (1-0)         |
| K. AS Eupen (65 pts)          | (H) R. Excelsior Virton (4-0)  | (A) K. VV St-Trond (0-1) | (H) RWDM Brussels (1-0)     | (A) K. VC Westerlo (1-0)      |
| K. VV Saint-Trond (63 pts)    | (A) R. Mouscron-Péruwelz (1-1) | (H) K. AS Eupen (0-1)    | (A) AFC Tubize (0-1)        | (H) K. Lommel United (1-2)    |
| R. Mouscron-Péruwelz (61 pts) | (H) K. VV St-Trond (1-1)       | (A) RWDM Brussels (1-2)  | (H) K. VC Westerlo (0-1)    | (A) R. Boussu Dour Bor. (1-1) |

En définitive, Westerlo et Eupen évitent les écueils, conservent leurs positions et s'affrontent en terre campinoise pour l'apothéose du championnat. Bien que rapidement réduit à 10, Westerlo prend l'avantage et le conserve d'autant que les Germanophones se retrouvent aussi en infériorité numérique. Pour ce sommet, l'URBSFA avait délégué son arbitre n°1, Monsieur Serge Gunniemy.

### Tableau des rencontres du championnat
Les numéros des quatre dernières rencontres sont indiqués en regard des matches concernés.
| Résultats (▼dom., ►ext.)                                   | AAL | ANT | RBD | BRU  | DES | EUP | GEE | HEI | HOO | LOM | RMP | ROE | STT  | TUB | VIR | CSV | WES | WSB |
| K. SC Eendracht Aalst                                      |     | 1-0 | 0-4 | 2-1  | 0-0 | 0-2 | 1-1 | 2-0 | 1-1 | 2-3 | 2-3 | 4-1 | 1-1  | 0-2 | 3-0 | 1-1 | 1-0 | 0-2 |
| R. Antwerp FC                                              | 2-0 |     | 0-2 | 4-1  | 1-0 | 0-0 | 1-1 | 3-0 | 0-0 | 1-0 | 0-1 | 1-1 | 0-5F | 1-3 | 1-0 | 1-1 | 2-0 | 2-1 |
| R. Boussu Dour Bor.                                        | 2-1 | 1-1 |     | 0-1  | 2-0 | 0-4 | 2-1 | 2-1 | 1-2 | 2-2 | 1-1 | 3-0 | 1-2  | 1-2 | 2-3 | 2-1 | 0-0 | 2-1 |
| RWDM Brussels FC                                           | 1-1 | 1-1 | 1-1 |      | 2-0 | 1-3 | 1-1 | 5-0 | 1-1 | 2-0 | 1-2 | 3-2 | 1-0  | 1-3 | 2-1 | 2-0 | 1-2 | 0-0 |
| K. FC Dessel Sport                                         | 2-0 | 2-0 | 5-1 | 0-1  |     | 1-0 | 3-3 | 1-0 | 0-2 | 2-3 | 0-5 | 1-2 | 0-2  | 2-2 | 2-2 | 1-4 | 0-2 | 0-1 |
| K. AS Eupen                                                | 2-0 | 1-0 | 2-2 | 1-0  | 5-0 |     | 4-2 | 5-1 | 5-2 | 3-2 | 0-1 | 4-2 | 1-2  | 2-2 | 4-0 | 4-2 | 1-0 | 1-0 |
| AS Verbroedering Geel                                      | 0-1 | 2-2 | 3-0 | 2-0  | 1-2 | 0-2 |     | 4-3 | 2-1 | 0-3 | 0-1 | 3-1 | 1-0  | 1-2 | 2-1 | 1-1 | 1-3 | 1-1 |
| K. SK Heist                                                | 2-2 | 2-7 | 0-0 | 3-1  | 2-1 | 1-1 | 1-1 |     | 2-1 | 1-1 | 1-2 | 3-0 | 0-2  | 0-6 | 2-1 | 1-1 | 0-3 | 1-1 |
| K. Hoogstraten VV                                          | 2-0 | 2-0 | 2-3 | 2-2  | 1-3 | 0-6 | 1-3 | 0-1 |     | 2-5 | 0-4 | 1-0 | 0-2  | 1-2 | 0-3 | 1-1 | 1-1 | 1-2 |
| K. Lommel United                                           | 3-0 | 1-0 | 3-1 | 1-0  | 1-1 | 1-1 | 0-0 | 0-0 | 2-1 |     | 3-1 | 0-0 | 1-0  | 3-0 | 1-0 | 5-1 | 0-2 | 1-1 |
| R. Mouscron-Péruwelz                                       | 0-0 | 1-0 | 0-0 | 0-1  | 3-1 | 1-2 | 2-1 | 5-0 | 2-1 | 2-1 |     | 2-0 | 1-1  | 0-1 | 0-0 | 2-1 | 0-1 | 2-1 |
| K. SV Roeselare                                            | 0-2 | 1-1 | 3-2 | 0-1  | 2-5 | 2-2 | 1-1 | 2-1 | 0-1 | 3-1 | 1-1 |     | 2-2  | 3-3 | 2-0 | 3-1 | 1-2 | 0-0 |
| K. St-Truidense VV                                         | 2-0 | 1-1 | 2-1 | 1-0  | 1-0 | 0-3 | 2-0 | 2-1 | 3-0 | 1-2 | 2-1 | 1-1 |      | 3-2 | 2-5 | 2-1 | 3-2 | 1-0 |
| AFC Tubize                                                 | 3-1 | 0-2 | 1-3 | 1-1  | 3-0 | 0-1 | 0-1 | 2-2 | 0-0 | 0-3 | 0-1 | 2-0 | 0-1  |     | 1-0 | 3-2 | 2-2 | 0-3 |
| R. Excelsior Virton                                        | 1-2 | 0-3 | 3-0 | 5-0F | 3-0 | 1-1 | 0-2 | 3-3 | 1-0 | 0-0 | 0-2 | 1-1 | 0-0  | 1-1 |     | 5-0 | 0-1 | 3-2 |
| R. CS Visé                                                 | 1-4 | 1-5 | 0-1 | 0-2  | 0-1 | 0-0 | 0-1 | 0-1 | 0-3 | 0-2 | 1-3 | 1-3 | 1-0  | 1-6 | 0-4 |     | 0-1 | 1-1 |
| K. VC Westerlo                                             | 4-0 | 2-1 | 3-0 | 1-0  | 3-0 | 1-0 | 4-1 | 2-1 | 2-0 | 2-1 | 1-0 | 6-0 | 1-1  | 2-2 | 5-0 | 2-0 |     | 3-3 |
| R. White Star Bruxelles                                    | 1-2 | 0-3 | 0-0 | 0-0  | 0-1 | 0-2 | 2-1 | 5-1 | 1-0 | 2-2 | 2-1 | 0-1 | 0-1  | 0-2 | 1-0 | 3-1 | 0-1 |     |
| - Victoire à domicile - Match nul - Victoire à l'extérieur |     |     |     |      |     |     |     |     |     |     |     |     |      |     |     |     |     |     |

- Notes:
  - Le RWDM Brussels FC a été déclaré en interdiction d'activités sportives le mercredi 11 décembre 2013 pour ne pas avoir respecter le délai prévu pour rembourser des arriérés de salaires à six anciens joueurs. Bien que la dette ait été apuré rapidement avant le week-end suivant, le club bruxellois ne peut jouer à l'Excelsior Virton et perd par forfait (5-0). La sanction devrait être levée le mardi 17 décembre 2013 et le cercle peut recommencer à jouer.
  - La rencontre « Antwerp-St-Trond » du 1er mars 2014 n'a pas pu aller à son terme en raison des troubles causés par les supporters anversois, en colère contre la direction du « matricule 1 ». Une victoire par forfait est attribuée à St-Trond.

### Première période
- Dernière mise à jour: 22/09/2013 à 20h40.

Cette période s'écoule du 2 août 2013 au 6 octobre 2013 (sauf remises inopinées).

#### Résumé1repériode
Lors des deux premières journées, l'Antwerp FC, Eupen, Dessel Sport et le RWDM Brussels font un sans fautes (6/6). Deux des candidats ouvertement déclarés au titre, St-Trond et Westerlo, concèdent un partage.
Lors de la 3e journée, le RWDM Brussels et Eupen confirment leur bonne entrée en matière et totalisent 9 sur 9. Ils devancent un quatuor composée de Westerlo, St-Trond, l'Antwerp et Mouscron-Péruwelz. À l'autre extrémité du classement, Visé et Heist n'ont pas encore marqué la moindre unité.
Un trio se forme en tête après la 4e journée, disputée les 3 et 4 septembre. l'AS Eupen, le RWDM Brussels et Mouscron-Péruwelz (10) tirent le classement avec deux points de mieux que le duo « St-Trond-Westerlo » qui se neutralise (1-1). Virton et Dessel suivent à 3 longueurs. Six formations n'ont pas encore remporté de succès: Tubize (3), Geel, Lommel (2), Heist, Hoogstraten (1) et Visé (1).
À mi-parcours de la « 1re tranche », Eupen et Mouscron-Péruwelz sont en tête avec 13 points suivis de St-Trond et Westero (11) puis du RWDM Brussels (10). En bas de tableau, Tubize et Lommel (3 points) n'ont pas encore gagné. Geel et Hoogstraten (2) puis Visé (0) ferment la marche.
Lors des journées 6 et 7, St-Trond et Westerlo concèdent un partage, alors que la rencontre Eupen-Alost ne peut se dérouler en raison des fortes pluies qui rendent le Kehrweg impraticable. Mouscron-Péruwelz s'installe seul aux commandes. Si Boussu-Dour rentre dans le rang avec trois défaites de suite, Tubize et Visé empochent leur premier succès.
Les 7 premiers classés s'imposent lors de la 8e journée. Le RMP conserve quatre points d'avance sur le duo Westerlo-St-Trond et cinq sur la paire Antwerp-Eupen, mais les Germanophones comptent un match de moins. Finalement, les « nouveaux Hurlus » laissent filer leurs chances de remporter la première période en s'inclinant (1-2) lors de la journée 9 quand ils reçoivent... Eupen. Quelques jours plus tard, l'Allianz gagne son match de retard contre Alost (2-0) et prend une sérieuse option sur le gain de la « tranche ».
Le cercle germanophone confirme contre la lanterne rouge Hoogstraten (5-2) alors que Mouscron-Péruwelz s'impose de justesse (0-1) à Tubize. Les deux meneurs confortent leurs positions car, si le RWDM Brussels gagne (2-0 contre Dessel), tous leurs poursuivants réalisent un partage: Westerlo-White Star (3-3) et St-Trond-Antwerp (1-1). En bas de tableau, Visé s'incline (0-1) contre Heist, un rival direct.

### Deuxième période
Cette période s'écoule du 12 octobre 2013 au 19 janvier 2014 (sauf remises inopinées).

#### Résumé
Une semaine après avoir remporté la 1re période, l'AS Eupen est accrochée, à domicile, par Tubize (2-2) et laisse Mouscron-Péruwelz, victorieux de Lommel United (2-1) reprendre la tête du général. Net vainqueur du RWDM Brussels (4-1), l'Antwerp entame bien la deuxième période. Hoogstraten remporte son premier succès au détriment de Roulers (1-0).
Lors de la 12e journée, Mouscron-Péruwelz garde la première place du classement alors qu'Eupen accroché (1-1) à Lommel est rejoint par Westerlo vainqueur de l'Antwerp (2-1).
Mouscron est accroché lors de la 13e journée (0-0, par Virton), mais cela ne porte pas à conséquence puisque Westerlo (1-0, à Alost), Saint-Trond (1-0, à Geel) et l'Antwerp (0-2, contre Boussu Dour) se sont tous inclinés. Le « RMP » augmente donc son avance d'un point. Seul Eupen, victorieux 4-2 de Visé, grignote deux unités au leader.
Mouscron-Péruwelz s'incline (2-1) lors du sommet à Saint-Trond pour le compte de la 14e journée. Eupen n'en profite pas vraiment puisqu'il est tenu en échec (1-1) à Virton. Les Germanophones sont devancés au nombre de victoires. Westerlo qui bat Heist (2-1) revient à 1 point du leader et de son dauphin. Après 4 journées, Boussu Dour occupe seul la tête de la 2e période avec 10 points pour 9 à Westerlo et 8 à Geel.
Lors de la 15e journée, le RWDM crée la surprise en s'imposant (0-1) face à Mouscron-Péruwelz. Eupen, pour sa part, s'incline à domicile lors du match au sommet face à Saint-Trond (1-2). Westerlo réalise, quant à lui, une bonne opération en remportant la victoire lors de son derby face à Geel (0-1). Cette victoire lui permet de prendre provisoirement la tête du championnat avec 34 points, soit deux points de plus que ses concurrents directs Eupen, Saint-Trond et Mouscron-Péruwelz. Westerlo s'empare également de la première place pour le gain de la seconde tranche au détriment de Boussu Dour Borinage, tenu en échec à Heist (0-0). En bas de classement, Visé s'incline lourdement sur le terrain de Lommel (5-1) et conserve la dernière place.
Lors de la 16e journée, Saint-Trond s'impose difficilement à domicile face à Tubize (3-2), alors qu'Eupen vient facilement à bout du RWDM (1-3). Mouscron-Peruwelz subit sa quatrième défaite de la saison en s'inclinant sur le terrain de Westerlo (1-0). Les Campinois, 37 unités au classement, conservent donc leur leadership et maintiennent leurs poursuivants directs, Eupen et Saint-Trond, à deux points de distance. À la suite de sa nouvelle défaite, le « RMP » compte désormais 5 points de retard sur le leader du championnat. En bas de classement, le duel entre Hoogstraten, avant-dernier, et la lanterne rouge Visé est reportée à cause des conditions climatiques.
Lors de la 17e journée, Eupen vient à bout du leader Westerlo (1-0), ce qui permet aux Germanophones de ravir la première place du classement à leur adversaire du jour. Saint-Trond réalise, pour sa part, une mauvaise opération en s'inclinant sur le terrain de Lommel (1-0). Mouscron-Péruwelz concède le nul à domicile face à Boussu Dour (0-0), un résultat qui profite aux Borains puisqu'ils sont désormais ex æquo avec Westerlo dans la lutte pour le gain de la seconde tranche (15 points). Au classement général, Eupen creuse l'écart et compte 38 unités, soit une de plus que Westerlo, trois de plus que Saint-Trond et cinq de plus que Mouscron-Péruwelz.
Lors de la 18e journée, Eupen et Westerlo concèdent tous deux le nul (2-2), respectivement face à Boussu Dour Borinage et Tubize. Mouscron-Péruwelz remporte, quant à lui, la victoire face à Roulers (2-0). Visé, la lanterne rouge, réalise un exploit en s'imposant à domicile face à Saint-Trond (1-0). Au classement général, Eupen reste leader avec 39 unités, soit une de plus que Westerlo, trois de plus que Mouscron-Péruwelz et quatre de plus que Saint-Trond. Lommel United, qui est venu à bout du RWDM (1-0), profite du faux pas de Boussu Dour et de Westerlo pour s'emparer de la première place du classement pour le gain de la seconde tranche (17 points).
Lors de la 19e journée, le leader eupenois est accroché à domicile par Roulers (2-2). Saint-Trond et Mouscron-Péruwelz subissent une défaite, respectivement des œuvres de Virton (2-5) et du White Star Bruxelles (2-1). De son côté, Westerlo réalise, une excellente opération en s'imposant face à Lommel United (2-1). Les Campinois profitent doublement de leur victoire : d'une part parce qu'ils reconquièrent la tête du championnat à la suite du nul d'Eupen, d'autre part parce qu'ils sont venus à bout de Lommel United, ce qui leur permet de reprendre la tête du classement pour le gain de la seconde tranche à leurs adversaires du jour. Westerlo est donc premier au classement général (41 points) et est suivi de près par Eupen (40 points). Le "RMP" et Saint-Trond stagnent à la même place (avec respectivement 36 et 35 points).
Lors de la 20e journée, les quatre prétendants à la montée en première division remportent la victoire : Westerlo face à Visé (0-1), Eupen face au White Star Bruxelles (1-0), Mouscron-Péruwelz face à Dessel (3-1) et Saint-Trond face à Hoogstraten (3-0). Westerlo reste leader avec 44 unités. On note la victoire par forfait de Virton face au RWDM (5-0). Ce score de forfait fait suite à la suspension du club bruxellois par l'Union Belge pour des dettes non payées à d'anciens joueurs.
Lors de la 21e journée, Mouscron-Péruwelz vient à bout de l'Antwerp (0-1). Eupen et Saint-Trond s'inclinent respectivement face à Dessel (1-0) et face au RWDM (1-0). Virton subit une lourde défaite sur le terrain de Westerlo (5-0), ce qui permet à ce dernier de maintenir son leadership dans le classement général. Les Campinois profitent également de la défaite de Lommel (3-1 face à Roulers) pour remporter la seconde tranche, même s'il reste encore un match à jouer dans le cadre de celle-ci. En effet, Westerlo compte 25 unités au classement de la seconde tranche, soit 5 de plus que son dauphin Lommel, et ne peut donc plus être rejoint par celui-ci lors de la 22e journée de championnat.
Lors de la 22e journée, Eupen s'impose (1-0 face à l'Antwerp), alors que Mouscron-Péruwelz concède le nul blanc face à Alost. Westerlo remporte officiellement la seconde tranche, mais termine cette dernière sur une mauvaise note. Il s'est, en effet, incliné face à Saint-Trond (3-2). On note la belle seconde place de Tubize au classement de la seconde tranche (22 points).
Au classement général, Westerlo reste leader avec 47 points, mais ne devance plus Eupen que d'une unité. Mouscron-Peruwelz est troisième avec 43 points, tandis que Saint-Trond est quatrième et compte 41 unités. En bas de classement, Visé conserve la lanterne rouge (10 points), alors que Hoogstraten reste avant-dernier (13 points). Ces deux équipes semblent désormais condamnées à effectuer un retour en division 3. Dessel Sport est, temporairement, le club qui jouera son maintien en D2 lors du tour final de division 3 (22 points).

### Troisième période
Cette période s'écoule du 25 janvier 2014 au 27 avril 2014 (sauf remises inopinées).

#### Résumé
À l'occasion de la 23e journée, les quatre prétendants au titre remportent la victoire et entament la lutte pour le gain de la troisième tranche sur une bonne note: Westerlo (1-0) face au RWDM, Eupen (0-2) face à Alost, Mouscron-Peruwelz (1-2) face à Heist et Saint-Trond (1-2) face à Boussu Dour Borinage. Au classement général, Westerlo reste leader avec une unité de plus qu'Eupen, quatre de plus que le RMP et six de plus que Saint-Trond.
Lors de la 24e journée, Westerlo, Eupen et Mouscron-Peruwelz s'imposent respectivement face à Hoogstraten (2-0), Heist (5-1) et Geel (2-1). Saint-Trond concède le nul face à Roulers (1-1). Au classement général, Westerlo reste leader (53 points) devant Eupen (52 points) et Mouscron-Peruwelz (49 points). Le trio de tête creuse l'écart avec Saint-Trond (45 points).
Lors de la 25e journée, le leader Westerlo est tenu en échec sur le terrain de Boussu Dour Borinage (0-0). Ce résultat profite aux Eupenois victorieux sur le terrain de Geel (0-2) et leur permet de reprendre le leadership de la compétition à Westerlo. Mouscron-Peruwelz remporte également la victoire face à Hoogstraten (0-4), de même que Saint-Trond face au White Star Bruxelles (0-1). Au classement général, Eupen est premier (55 points) et devance Westerlo (54 points), Mouscron-Peruwelz (52 points) et Saint-Trond (48 points).
À l'occasion de la 26e journée, Mouscron-Peruwelz remporte son duel contre Eupen (0-1), ce qui permet a Westerlo, qui a corrigé Roulers (6-0), de reprendre la tête du championnat. Saint-Trond a également remporté la victoire face à Dessel (1-0). Au classement général, Westerlo est leader (57 points) et devance le duo Mouscron-Peruwelz/Eupen (55 points) et Saint-Trond (51 points).
Lors de la 27e journée, Mouscron-Peruwelz s'incline face à Tubize (0-1), alors qu'Eupen et Westerlo s'imposent respectivement face à Hoogstraten 0-6 et au White Star Bruxelles (0-1). On note la victoire par forfait de Saint-Trond face à l'Antwerp (0-5) à la suite des troubles provoqués par les supporteurs de ce dernier lors de la rencontre. Au classement général, Westerlo est premier (60 points) et devance Eupen (58 points), Mouscron-Peruwelz (55 points) et Saint-Trond (54 points).
À l'occasion de la 28e journée, Mouscron-Peruwelz subit sa seconde défaite consécutive des œuvres de Lommel (3-1), tandis que Westerlo, Eupen et Saint-Trond s'imposent respectivement face à Dessel Sport (3-0), Tubize (0-1) et Alost (2-0). À six journées de la fin de la phase classique du championnat, Westerlo reste premier (63 points) et est suivi par Eupen (61 points), Saint-Trond (57 points) et Mouscron-Peruwelz (55 points).
La 29e journée de championnat voit la défaite de Westerlo sur le terrain de l'Antwerp (2-0), alors qu'Eupen, Saint-Trond et Mouscron-Peruwelz s'imposent respectivement face à Lommel (3-2), Heist (0-2) et Visé (2-1). Les Germanophones profitent de la défaite de Westerlo pour s'emparer de la première place au classement général. Ils comptent désormais 64 points, soit 1 de plus que Westerlo, 4 de plus que Saint-Trond et 6 de plus que Mouscron-Peruwelz.
Lors de la 30e journée, Eupen est tenu en échec par la lanterne rouge Visé (0-0). Les trois autres prétendants au titre remportent la victoire : Westerlo face à Alost (4-0), Saint-Trond face à Geel (2-0) et Mouscron-Peruwelz face à Virton (0-2). Westerlo profite du faux pas des Germanophones pour leur ravir la première place du championnat. Les Campinois sont à nouveau premiers avec 66 points et devancent Eupen (65 points), Saint-Trond (63 points) et Mouscron-Peruwelz (61 points).
Lors de la 31e journée, Westerlo maintient son leadership sur la compétition en venant à bout de Heist (0-3). Eupen remporte également la victoire face à Virton (4-0), alors que Saint-Trond et Mouscron-Peruwelz se neutralisent (1-1). Westerlo est premier et compte 69 points, soit un de plus qu'Eupen, cinq de plus que Saint-Trond et sept de plus que Mouscron-Peruwelz, alors qu'il ne reste plus que neuf points à prendre avant la fin de la phase classique du championnat.
Lors de la 32e journée, Eupen remporte la victoire face à Saint-Trond (0-3), de même que Westerlo (4-1 face à Geel) et Mouscron-Peruwelz (1-2 face au RWDM). Au classement général, Westerlo maintient son leadership (72 points) devant Eupen (71 points), Mouscron-Peruwelz (65 points) et Saint-Trond (64 points). La course au titre ne concerne plus désormais qu'Eupen et Westerlo puisqu'il ne reste plus que deux rencontres à jouer et 6 points à prendre. En bas de classement, la lutte pour éviter (ou atteindre) la 16e place synonyme de barrages de D2/D3 concerne encore, au point de vue mathématique, Hoogstraten (22 points), Heist (28 points), Dessel Sport (32 points), Roulers et le White Star Bruxelles (comptant tous deux 34 points).
Lors de la 33e et avant-dernière journée, Westerlo et Eupen, les deux prétendants au titre, évitent le piège: les Campinois s'imposent à Mouscron-Peruwelz (0-1), alors que les Pandas écartent le RWDM Brussels (1-0). Le statu quo prévaut donc entre les deux formations jusqu'à l'ultime journée durant laquelle Westerlo recevra Eupen. Parallèlement, la lutte pour le gain de la troisième tranche continue. En principe, elle devrait revenir à l'un des deux leaders et donc entériner les qualifications de Saint-Trond et de Mouscron-Peruwelz pour le tour final en compagnie de OH Louvain et du vice-champion (Eupen et Westerlo ont respectivement remporté la première et la seconde tranche). Si le vainqueur du match Saint-Trond-Lommel peut encore mathématiquement terminer à égalité avec les deux meneurs de la tranche (si ces derniers partagent dans le duel qui les oppose), la différence de buts est néanmoins largement à l'avantage du duo de tête. Pour espérer remporter la troisième tranche, Lommel devrait donc s'imposer avec 8 buts d'écart et escompter un partage entre Westerlo et Eupen! La dernière incertitude concerne la place de « barragiste ». Celle-ci pourrait encore revenir à Heist (31 points), Dessel Sport (32 points) ou Roulers (34 points).
Lors de la 34e et dernière journée de la phase classique du championnat, Westerlo remporte (1-0) son duel face à Eupen, ce qui lui permet d'obtenir le titre de champion de division 2. Il retrouve ainsi la Jupiler Pro League qu'il avait quittée au terme de la saison 2011-2012. De leur côté, Mouscron-Peruwelz et Saint-Trond connaissent des fortunes diverses: le RMP concède le nul face à Boussu Dour Borinage (1-1), alors que Saint-Trond s'incline face à Lommel (1-2). Mouscron-Peruwelz et Saint-Trond retrouveront Eupen et Oud-Heverlee Louvain lors du tour final de D1/D2. En bas de classement, Heist s'incline lourdement sur le terrain du White Star Bruxelles (5-1) et est condamné à jouer les barrages de D2/D3. Visé et Hoogstraten sont, pour leur part, officiellement rétrogradés en division 3.
Certains verdicts concernant l'attribution des licences (Antwerp FC, RWDM Brussels...) doivent encore être rendus par la Cour Belge d'Arbitrage du Sport (CBAS), sans préjuger d'éventuelles actions au « civil ». Le 02/05/2014, la CBAS n'accorde pas sa licence au RWDM Brussels. Ce dernier est donc rétrogradé en division 3 malgré sa huitième place au classement général. Le malheur des uns fait le bonheur des autres puisque Heist, 16e au classement et barragiste, remonte à la 15e place, synonyme de maintien en division 2. Hoogstraten, 17e, remonte également d'une place et jouera les barrages de D2/D3.

## Tour final

### Participants
- Barragiste de D1: Oud-Heverlee Louvain
- Qualifiés de D2: K. AS Eupen (vainqueur 1re période), K. Sint-Truidense VV (3e du classement général), R. Mouscron-Péruwelz (4e du classement général).

### Classement
Le tirage au sort du tour final 2013-2014 est effectué le lundi 28 avril 2014, au siège de l'URBSFA
| Rang | Équipe               | Pts | J | G | N | P | Bp | Bc | Diff |  | Résultats (▼ dom., ► ext.) | RMP | EUP | STT | OHL |
| ---- | -------------------- | --- | - | - | - | - | -- | -- | ---- |  | -------------------------- | --- | --- | --- | --- |
| 1    | R. Mouscron-Peruwelz | 11  | 6 | 3 | 2 | 1 | 9  | 6  | +3   |  | R. Mouscron-Peruwelz       |     | 0-1 | 2-1 | 1-0 |
| 2    | K. AS Eupen          | 8   | 6 | 2 | 2 | 2 | 9  | 11 | -2   |  | K. AS Eupen                | 2-2 |     | 2-2 | 0-3 |
| 3    | K. St-Truidense VV   | 7   | 6 | 2 | 1 | 3 | 10 | 12 | -2   |  | K. St-Truidense VV         | 2-4 | 2-3 |     | 2-1 |
| 4    | Oud-Heverlee Leuven  | 7   | 6 | 2 | 1 | 3 | 6  | 5  | +1   |  | Oud-Heverlee Leuven        | 0-0 | 2-1 | 0-1 |     |

### Déroulement
Lors de la première journée, l'AS Eupen marque les esprits et confirme ses ambitions en allant s'imposer à St-Trond (2-3), après avoir été mené deux fois. Dans l'autre rencontre, OH Leuven domine sérieusement Mouscron-Péruwelz mais ne peut réaliser mieux qu'un partage vierge, d'autant que les « Students » manquent la conversion d'un coup de réparation en fin de partie. Eupen est premier (3 points) et devance le duo OHL-RMP (1 point) et Saint-Trond (0 point).
Lors de la seconde journée, l'AS Eupen subit une lourde défaite à domicile des œuvres d'OH Leuven (0-3), alors que Mouscron-Péruwelz s'impose à domicile face à St-Trond (2-1). Louvain et Mouscron-Peruwelz occupent conjointement la première place du classement (4 points), bien que les premiers devancent les seconds à la différence de buts. À la suite de ce duo se trouvent Eupen (3 points) et Saint-Trond (0 point).
Lors de la troisième journée, le duo de tête OHL-RMP subit une défaite respectivement des œuvres de Saint-Trond (0-1) et Eupen (0-1). Eupen profite de sa victoire conjuguée à la défaite de Louvain pour s'emparer de la première place du classement (6 points) devant Oud-Heverlee Louvain (4 points), Mouscron-Peruwelz (4 points) et Saint-Trond (3 points).
Lors de la quatrième journée, Eupen et Mouscron-Peruwelz se neutralisent (2-2), alors que Louvain subit à nouveau un revers des œuvres de Saint-Trond (2-1). Au classement, Eupen conserve son leadership (7 points) et devance Saint-Trond (6 points), Mouscron-Peruwelz (5 points) et Louvain (4 points). La cinquième journée opposera Eupen à Saint-Trond et Mouscron-Peruwelz à Oud-Heverlee Louvain. Si les jeux ne sont pas encore faits dans ce tour final, Louvain ne peut plus se permettre de perdre son duel face au RMP. En effet, s'il est vaincu alors qu'Eupen et Saint-Trond partagent l'enjeu (ou si l'un des deux l'emporte), il sera alors mathématiquement impossible pour lui d'obtenir son maintien en première division.
Lors de la cinquième journée, Eupen loupe le coche et partage l'enjeu avec Saint-Trond (2-2). Mouscron-Peruwelz s'impose, pour sa part, face à Louvain (1-0), reléguant ainsi ce club en division 2 pour la saison suivante. Au classement, le RMP et Eupen sont co-leaders (8 points), mais les Liégeois devancent les Hennuyers car en cas d'égalité de points c'est le classement final de la phase classique qui est déterminant. Ils sont suivis par Saint-Trond (7 points) et Louvain (4 points). Le vainqueur du tour final sera connu lors de la dernière journée au cours de laquelle Saint-Trond recevra Mouscron-Peruwelz et Eupen se rendra à Louvain. Toutefois, si Eupen et Mouscron-Peruwelz, à égalité de points, remportent leurs matchs respectifs, ce sont les Eupenois qui valideront leur ticket pour la Jupiler Pro League: en cas d'égalité entre les deux formations, Eupen devancera le RMP sur base des confrontations directes lors de ce tour final (une victoire pour Eupen et un match nul). Pour monter en division 1, Mouscron-Peruwelz doit donc vaincre Saint-Trond, tout en espérant qu'Eupen soit vaincu ou partage face à OHL.

#### RMP, la belle histoire
Lors de la dernière journée, Eupen mène rapidement mais finit par s'incliner à OHL sur le score de (2-1). De son côté, Mouscron-Péruwelz est initialement mené mais s'impose face à Saint-Trond (2-4). Les résultats conjugués, apportent le gain du tour final au Royal Mouscron-Péruwelz qui accède à la Jupiler Pro League deux ans après son arrivée en D2. Pour rappel, le « RMP » a été constitué  la fin de la saison 2009-2010, quelques mois après la faillite provoquant la disparition de l'Excelsior Mouscron. Les forces vives mouscronnoises se sont à l'époque unies avec le club du R. RC Péruwelz qui changea son nom. Débutant en Promotion à cause de la relégation de Péruwelz, le club gravit les trois échelons en quatre ans (Promotion en D3 via tour final en 2011, de D3 en D2 car champion en 2012).

## Promotions et relégations
Sont promus en D1 :
- K. VC Westerlo
- R. Mouscron-Péruwelz (TF)

Sont relégués en D2 :
- R. AEC Mons
- Oud-Heverlee Leuven (TF)

Sont relégués en D3 :
- R. CS Visé
- RWDM Brussels FC
- Hoogstraten VV (TF)

Sont promus en D2 :
- K. RC Mechelen
- KV Woluwe-Zaventem
- Patro Eisden Maasmechelen (TF)

## Débuts en Division 2
Deux clubs évoluent pour la première fois de leur histoire au 2e niveau national du football belge. Ils sont les 146e et 147e clubs différents à atteindre ce niveau.
- AS Verbroedering Geel et K. Hoogstraten VV 37e  et 38e clubs anversois différents à atteindre le 2e niveau.

## Sources & Liens externes
- (fr) La Dernière Heure/Les Sports
- (fr) Footgoal.net
- (fr) Walfoot.be
- (nl) Base de données du football belge